# Amand Solbach
Amand Julien Solbach né le 10 mai 1904 à Neuilly-sur-Seine et mort le 17 décembre 1967 à Châteaudun, est un gymnaste français qui participe aux Jeux olympiques d'été de 1928 et 1936 ainsi qu'aux Championnats du monde de gymnastique artistique.

## Biographie
Amand Solbach est né Amand Julien Pourty, du nom de sa mère ; son père le reconnaît l'année suivante et il portera désormais son nom.
Solbach a fait partie du club des Touristes de Suresnes.

## Palmarès

### Championnat du Monde
- Championnats du monde de gymnastique artistique 1926, à Lyon,  France
  -  Médaille de bronze au concours général par équipe.
- Championnats du monde de gymnastique artistique 1930, à Luxembourg,  Luxembourg
  -  Médaille d'argent au concours général par équipe.

### Championnat de France
Amand Solbach a été champion de France en 1925, 1928, 1929 et en 1930, au concours général.